# Валдхуфен
Валдхуфен (њем. Waldhufen) општина је у њемачкој савезној држави Саксонија. Једно је од 59 општинских средишта округа Герлиц. Према процјени из 2010. у општини је живјело 2.681 становника. Посједује регионалну шифру (AGS) 14626580.

## Географски и демографски подаци
Валдхуфен се налази у савезној држави Саксонија у округу Герлиц. Општина се налази на надморској висини од 163 метра. Површина општине износи 58,6 km². У самом мјесту је, према процјени из 2010. године, живјело 2.681 становника. Просјечна густина становништва износи 46 становника/km².